# The Bonnie Banks o' Loch Lomond

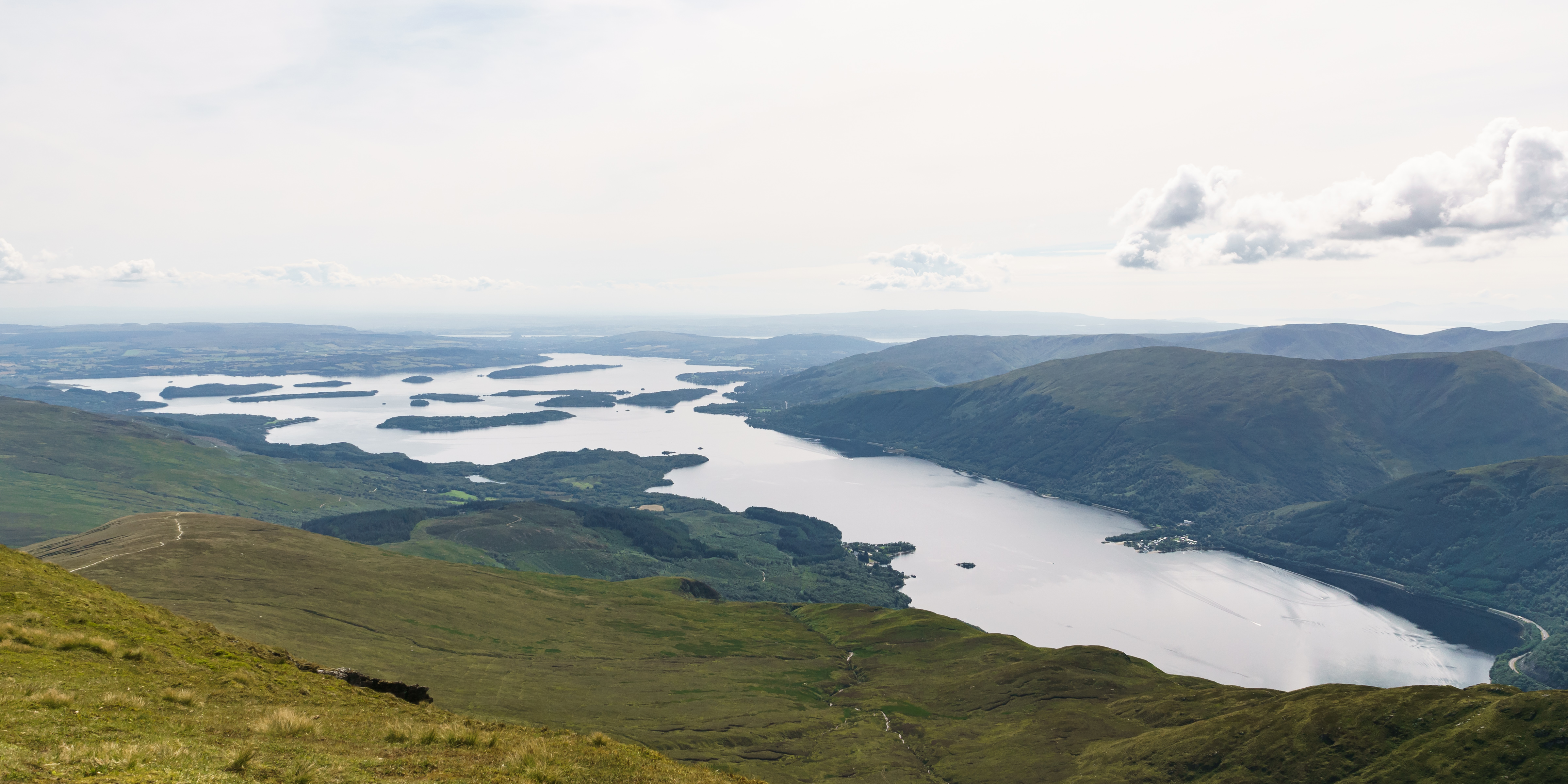
Loch Lomond som är den största skotska sjön, belägen mellan grevskapen Dunbartonshire och Stirlingshire i Skotlamd.

The Bonnie Banks o 'Loch Lomond är en välkänd traditionell skotsk sång (Roud nr. 9598) som först publicerades 1841 i Vocal Melodies of Scotland. (Loch Lomond är den största skotska insjön, belägen mellan grevskapen Dunbartonshire och Stirlingshire) I Skottland är sången ofta det sista musikstycket som spelas under en festkväll (en dansfest eller middag, etc.). Låten har spelats in av många artister genom åren, inklusive rockbandet AC/DC, jazzsångerskan Maxine Sullivan (för låten var det en karriärdefinierande hit), Mudmen och det skotsk-kanadensiska punkbandet The Real McKenzies.  Virginia Glee Club har utfört Ralph Vaughan Williams arrangemang av låten under de senaste åren, med början i mitten av 1990-talet.

## Originalet
Den ursprungliga kompositören är okänd, liksom definitiv information om alla traditionella texter. Denna välkända engelska refräng, även om den inte är original, ingår här eftersom den är mest bekant: 
Oh, ye'll tak' the high road, and I'll tak' the low road,
And I'll get to Scotland afore ye;
But me and my true love will never meet again
On the bonnie, bonnie banks o' Loch Lomond.

### Andrew Lang
Omkring 1876 skrev den skotske poeten och folkloristen Andrew Lang en dikt baserad på låten med titeln "The Bonnie Banks o' Loch Lomond". Titeln har ibland datumet "1746"—året för nederlaget för Bonnie Prince Charlies uppror och hängningen av några av hans tillfångatagna anhängare. Langs dikt börjar så här: 
There's an ending o' the dance, and fair Morag's safe in France, And the Clans they hae paid the lawing,

Morag – stor på gaeliska – syftar på Bonnie Prince Charlie, som flydde till Frankrike efter att hans styrkor hade besegrats. Lawing betyder räkning på skotska. Dikten fortsätter såhär:
And the wuddy has her ain, and we twa are left alane,
Free o' Carlisle gaol in the dawing.

Wuddy är bödelns rep, enligt Langs egna anteckningar om dikten; dawing är gryning. Dikten fortsätter med låtens välkända refräng och förklarar sedan varför berättaren och hans sanna kärlek aldrig kommer att mötas igen:
For my love's heart brake in twa, when she kenned the Cause's fa',
And she sleeps where there's never nane shall waken

Diktens berättare lovar att ta våldsam hämnd på engelsmännen:
While there's heather on the hill shall my vengeance ne'er be still,
While a bush hides the glint o' a gun, lad;Wi' the men o' Sergeant Môr shall I work to pay the score,
Till I wither on the wuddy in the sun, lad!
"Sergeant Môr" är John Du Cameron, en anhängare till Bonnie Prince Charlie som fortsatte att slåss som en fredlös tills han hängdes 1753.

## Text
By yon bonnie banks and by yon bonnie braes,
Where the sun shines bright on Loch Lomond,
Where me and my true love were ever wont to gae
On the bonnie, bonnie banks o' Loch Lomond.

Refräng:
O ye'll tak' the high road, and I'll tak' the low road,
And I'll be in Scotland a'fore ye,
But me and my true love will never meet again,
On the bonnie, bonnie banks o' Loch Lomond.

'Twas there that we parted, in yon shady glen,
On the steep, steep side o' Ben Lomond,
Where in purple hue, the hieland hills we view,
And the moon coming out in the gloaming.

Refräng

The wee birdies sing and the wildflowers spring,
And in sunshine the waters are sleeping.
But the broken heart it kens nae second spring again,
Though the waeful may cease frae their grieving.

Refräng

## Tolkningar
Det finns många teorier om innebörden av sången, varav de flesta är kopplade till jakobiternas uppror 1745. En tolkning baserad på texten är att sången sjungs av älskaren till en tillfångatagen jakobitisk rebell som ska avrättas i London efter en skenrättegång. De avrättade rebellernas huvuden spetsades på pikar som ställdes upp i alla städer mellan London och Edinburgh längs "high road" (den viktigaste vägen), medan rebellernas släktingar gick tillbaka längs "low road" (den vanliga vägen som bönder och allmoge färdas på).
En annan tolkning av 'Low Road' är att den hänvisar till den traditionella underjordiska vägen som användes av 'feer' eller 'små människor' som var kända för att transportera själen av en skotte som dog i ett främmande land - i detta fall, England - tillbaka till sitt hemland för att vila i frid.
En liknande tolkning tillskriver den en jakobit från högländerna som tillfångatogs efter 1745-års resning. De brittiska segrarna  från Hannover var kända för att spela grymma spratt med de tillfångatagna jakobiterna. De  skulle förmodligen hitta ett par bröder eller vänner och berätta för dem att den ena kunde leva och den andra skulle avrättas, och att det var upp till paret att bestämma. Sålunda är tolkningen här att sången sjungs av brodern eller vännen som valde eller valdes att dö. Han säger därför till sin vän att de båda kommer att åka tillbaka till Skottland, men han kommer att gå på den "låga vägen" eller de dödas och vara hemma först. Ett annat stödjande inslag i detta är att han säger att han aldrig kommer att träffa sin kärlek igen i den temporala världen, på Loch Lomond. Vissa tror att denna version är skriven helt till en älskare som bodde nära sjön.
En relaterad tolkning säger att en yrkessoldat och en volontär tillfångatogs av engelsmännen i ett av de små krigen mellan länderna under de hundra åren före 1746. Volontären kunde bli villkorligt frigiven om han inte återanslöt sig till kampen, men en stamanställd kunde inte det och kunde därför  avrättas. Volontären skulle ta den stora vägen som förenade London och Edinburgh medan den avrättade yrkessoldatens själ skulle återvända längs den "låga vägen" och komma tillbaka till Skottland först.

## Arrangemang och inspelningar
"Loch Lomond" har arrangerats och spelats in av många kompositörer och artister under åren, i stilar som sträcker sig från traditionell skotsk folkmusik till barbershop och rock and roll.
1921 arrangerade den engelske kompositören Ralph Vaughan Williams, en ivrig samlare och arrangör av engelsk folkmusik, "Loch Lomond" för att sjungas a cappella av en fyrstämmig manskör med barytonsolo.

## Red is the Rose
Den irländska varianten av sången heter "Red Is the Rose" och sjungs på samma melodi men med annan (om än med liknande tema) text. Den populariserades av den irländska folkmusikern Tommy Makem. Även om många felaktigt tror att Makem skrev "Red is the Rose", är det en traditionell irländsk folksång.